# عضلة قصية
العضلة القصية (بالإنجليزية: Sternalis muscle)‏ هي عضلة تقع أمام النهاية القصية للعضلة الصدرية الكبيرة والتي تكون موازية لهامش عظمة القص، قد تكون العضلة القصية تنوعًا تشريحيًا من العضلة الصدرية الكبيرة أو العضلة المستقيمة البطنية.

## الهيكل والبناء
القصية عبارة عن عضلة تمتد على الجانب الأمامي لجسم عظمة القص، إنها تقع بشكل سطحي وبالتوازي مع عظمة القص، النشأة والإدخال متغير، غالبًا ما تنشأ العضلة القصية من الجزء العلوي من عظمة القص، ويمكن أن تظهر إدخالات متفاوتة مثل اللفافة الصدرية والأضلاع السفلية والغضاريف الضلعية وغمد المستقيم والعضلات المائلة الخارجية البطنية، لا يزال هناك الكثير من الخلاف حول تعصيبها وأصلها البدائي.
في المراجعة، تم الإبلاغ عن أن الأعصاب الصدرية الخارجية أو الداخلية من العضلات في 55 % من الحالات، من قبل الأعصاب الضلعية في 43 % من الحالات، في حين أن الحالات المتبقية تشمل أعصاب أخرى، ومع ذلك، تم الإبلاغ عن تعصيب بواسطة الأعصاب الصدرية، يبدو أن هذا يشير إلى أن العضلة القصية ليست مستمدة دائمًا من نفس الأصل البدائي.

### معدل الإنتشار
وأظهرت الدراسات المتعلقة بدراسة الجثث أن العضلات القصية لديها معدل انتشار حوالي 7.8% في السكان الذين تتراومح نسبهم بين (0.5%-23.5%)، ولديها نسبة أعلى قليلا في الإناث، على الرغم من ذلك، فقد اقتُرح أن أحد الأسباب المحتملة لارتفاع معدل الانتشار قد ينتج عن وجود ألياف صغيرة أو مرض محدد أو وتر ليفي، والتي يمكن تعريفها بشكل خاطئ لعضلة القصية.

### الاختلاف والتباين
قامت دراسة حديثة بتصنيف العضلة القصية إلى ثلاثة أنواع حسب الشكل:
- النوع الأول (رأس واحد وبطن واحد)
- النوع الثاني (مزدوج الرأس / متعدد الرؤوس)
- النوع الثالث (مزدوج البطون / متعدد البطون)

النوع الأول، تم رؤية النوع الأول في غالبية الحالات المبلغ عنها بنسبة (58.5%)، والنوع الثاني بنسبة (18.1%)، والنوع الثالث بنسبة (23.4%)
بالإضافة إلى التصنيف المذكور أعلاه، تم الإبلاغ أيضًا عن العضلة القصية الثلاثية الرؤوس / المزدوجة الرأس.

## الوظيفة
لا توجد وظيفة فسيولوجية واضحة للعضلة القصية، ومع ذلك، هناك العديد من النظريات لوظيفتها، قد تعمل كمستشعر حساس لحركات الجدار الصدري، قد يشارك أيضًا في حركة مفصل الكتف أو يكون له دور إضافي في رفع جدار الصدر.

## الأهمية سريرية

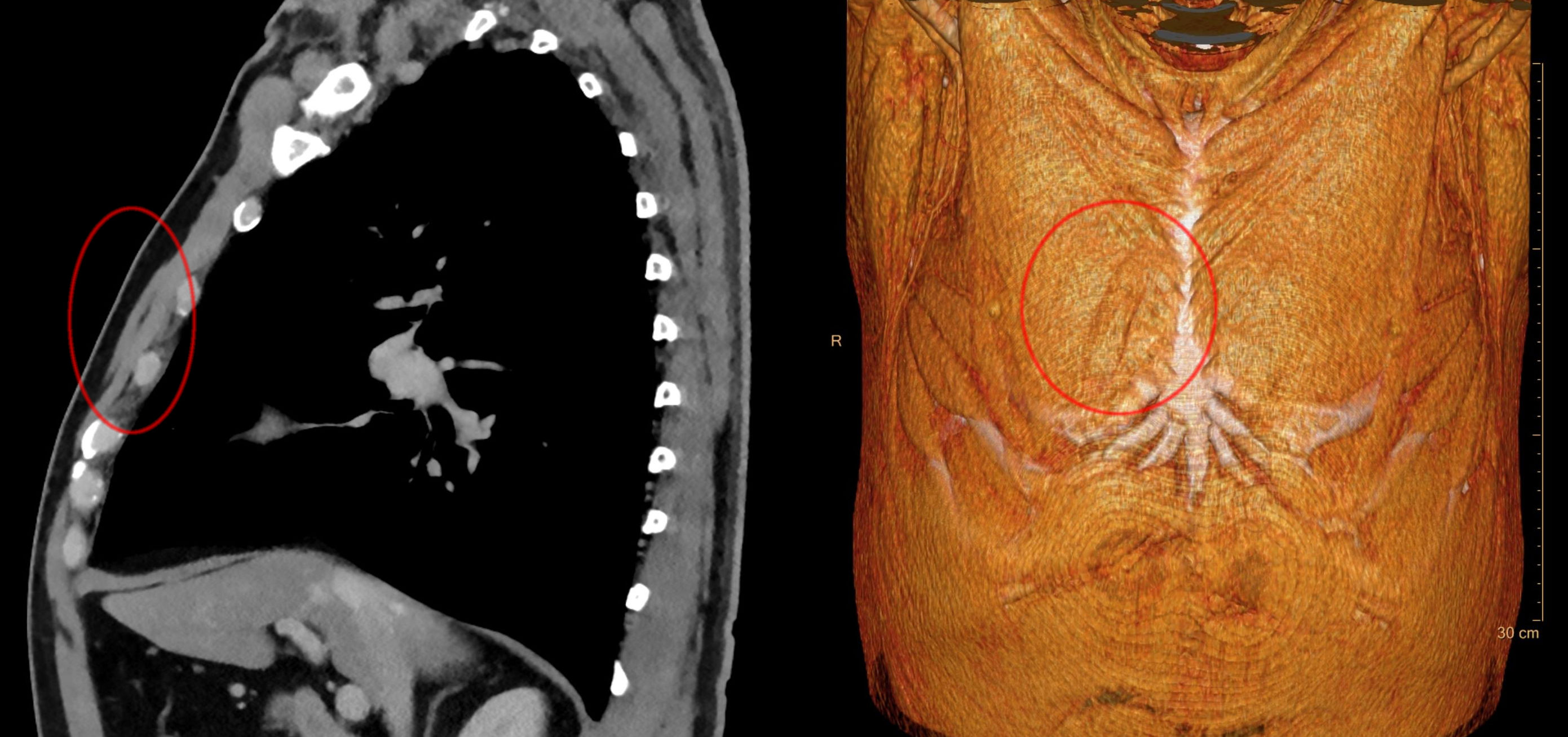
وجود العضلة القصية في المستوى السهمي على (سي تي) - يسار- وعلى حجم المقدمة

وجود العضلة القصية تكون بدون أعراض، ولكن تم الإبلاغ عن شكاوى جمالية حيث تم الإبلاغ عن أنها تسبب عدم تناسق في الصدر أو انحراف في مجمع الحلمة-الهالة، قد يتسبب وجود العضلة القصية في حدوث تغييرات في مخطط القلب الكهربائي، والتشويش في التصوير الشعاعي للثدي، ومع ذلك، هناك فائدة محتملة للعضلة حيث يمكن استخدامها كسديلة في الجراحة الترميمية للرأس والعنق وجدار الصدر الأمامي.

## التاريخ
قٌررت لأول مرة عن طريق كاربليس في عام 1604، وكان أول من أطلق الاسم هو تيرنر في عام 1867، تم إعطاء المصطلحات المختلفة للقصية بسبب التشكيل المتنوع للغاية والخلاف على أصلها البدائي، يشار إلى القصي باسم المستقيمة القصية، القصبة الهوائية الوحشية، العضلية القصية، فوق القصية، المجاورة القصية، الأمامية القصية، المستقيمة البطنية، الصدر المستقيمي، المستقيم الصدري السطحية، السطحية المستقيمة البطنية، والصدرية اعتمادًا على الدراسات.